# فصل تجلی

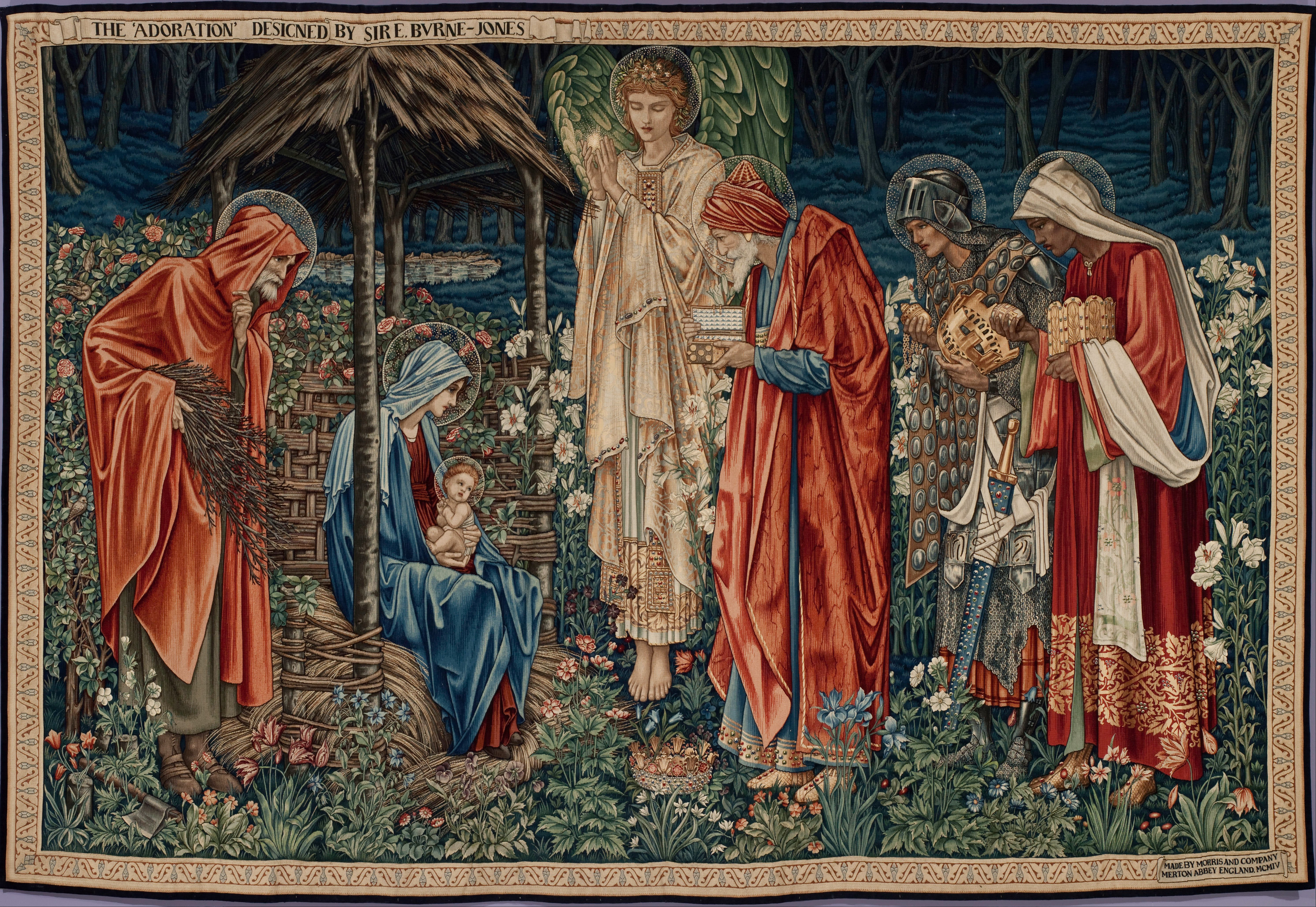
نیایش مغانَ، اثر ادوارد بورن-جونز (۱۹۰۴)

فصل تجلی (انگلیسی: Epiphany season)، یک دوره مذهبی در مسیحیت است که بلافاصله پس از فصل کریسمس آغاز می‌شود. این فصل از روز تجلی مسیح، معروف به خاج‌شویان (۶ ژانویه) شروع می‌شود و بسته به فرقه‌های مختلف مسیحی، در زمان‌های متفاوتی مانند جشن شمع به پایان می‌رسد.
در طول این فصل، مسیحیان داستان‌های مختلفی از کتاب مقدس را که الوهیت و قدرت الهی مسیح را نشان می‌دهند، به یاد می‌آورند. این داستان‌ها شامل دیدار سه مغ (سه مرد دانا از شرق) با مسیح نوزاد، غسل تعمی مسیح در رود اردن، اولین معجزات او مانند تبدیل آب به شراب در عروسی قانا، و همچنین تعالیم او می‌شود.
فصل تجلی فرصتی برای مسیحیان است تا بر اهمیت ظهور مسیح به جهان و آشکار شدن الوهیت او تأمل کنند. این فصل همچنین به عنوان زمانی برای جشن گرفتن نور مسیح و هدایت او در زندگی مسیحیان در نظر گرفته می‌شود.